# Écriture Rachi

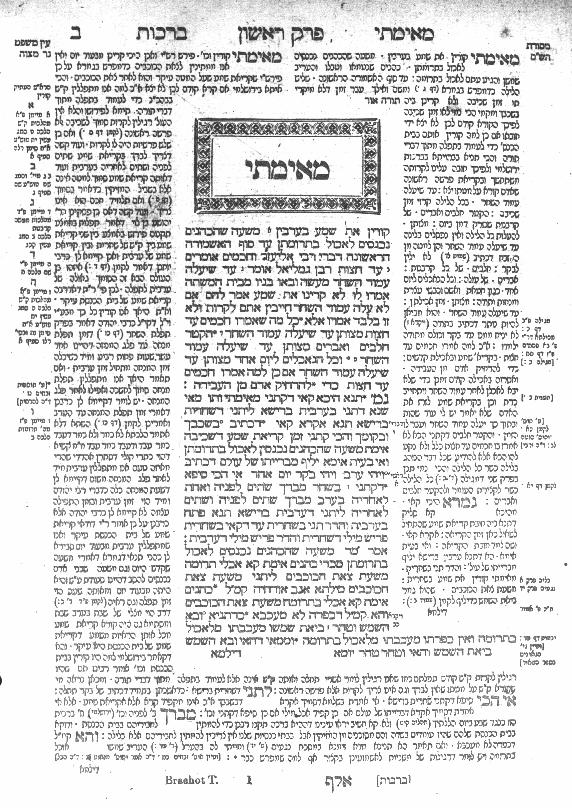
Le début du Talmud de Vilna (traité Berakhot) : en écriture carrée au milieu la Mishna et la Gémara, en écriture Rachi le commentaire de Rachi à droite et les commentaires ultérieurs Tossafot à gauche et à l'extérieur.

L'écriture Rachi (en hébreu : כתב רש״י k'tav rachi) est une police de caractères de l'alphabet hébreu principalement utilisée pour les commentaires rabbiniques des textes de la Bible hébraïque et du Talmud.

## Histoire et utilisation
L'écriture Rachi est basée sur la semi-cursive séfarade, le solitreo. Le type d'écriture hébraïque semi-cursif, appelé mashait ou mashkit, était principalement utilisé à l'origine dans des manuscrits, et a subsisté après l'invention de l'imprimerie.
Le premier livre imprimé en écriture Rachi a été, pour autant que l'on sache, l'édition du commentaire de la Torah de l'érudit juif français Rachi (1040–1105) imprimée par Abraham ben Garton en 1475 à Reggio de Calabre. C'est depuis que le texte biblique ou talmudique et le commentaire rabbinique sont présentés imprimés sur la même page, comme dans les éditions du Talmud de Bomberg ou de Soncino au XVIe siècle, que cette écriture sert à faire la distinction entre le texte primaire en écriture dite « carrée » ou « assyrienne » et le commentaire rabbinique, et qu'elle a reçu le nom d'« écriture Rachi ». Rachi lui-même n'utilisait pas une écriture séfarade mais une écriture sarphatique (onciale) en usage dans le Nord de la France.
Les textes en judéo-espagnol étaient aussi traditionnellement imprimés en écriture Rachi. C'était aussi parfois le cas de textes en yiddish, qui cependant utilisaient en général une écriture mashkit ashkénaze appelée vayber-taytsh (« traduction des femmes », nom dû aux ouvrages hébreux classiques publiés en yiddish pour un lectorat féminin). Aujourd'hui, l'écriture hébraïque de ces deux langues est généralement l'écriture carrée.

## Comparaison avec l'écriture carrée
| Écriture Rachi / Écriture carrée | Écriture Rachi / Écriture carrée | Écriture Rachi / Écriture carrée | Écriture Rachi / Écriture carrée | Écriture Rachi / Écriture carrée | Écriture Rachi / Écriture carrée | Écriture Rachi / Écriture carrée | Écriture Rachi / Écriture carrée | Écriture Rachi / Écriture carrée |
| -------------------------------- | -------------------------------- | -------------------------------- | -------------------------------- | -------------------------------- | -------------------------------- | -------------------------------- | -------------------------------- | -------------------------------- |
| א =                              | ב =                              | ג =                              | ד =                              | ה =                              | ו =                              | ז =                              | ח =                              | ט =                              |
| י =                              | כ =                              | ך =                              | ל =                              | מ =                              | ם =                              | נ =                              | ן =                              | ס =                              |
| ע =                              | פ =                              | ף =                              | צ =                              | ץ =                              | ק =                              | ר =                              | ש =                              | ת =                              |

L'écriture Rachi est, pour certains, plus difficile à lire que l'écriture carrée.